# Meestoofbrug
De Meestoofbrug is een brug in het Antwerpse havengebied op de rechteroever van de Schelde. De brug ligt over het noordwestelijk hoofd van de Boudewijnsluis, de toegang naar de Schelde.
De Meestoofbrug is een basculebrug van het Strausstype. Er liep ook een enkelsporige spoorlijn over de brug (spoorlijn 221C). De rails zou nog wel op de brug aanwezig zijn, maar loopt in beide richtingen niet meer door. Als deze brug openstaat voor het scheepvaartverkeer, kan het wegverkeer de sluis nog steeds passeren langs de Boudewijnbrug aan het andere hoofd van de sluis.
De brug is genoemd naar een meestoof, dit is een droogoven waar meekrapwortels gedroogd en gemalen werden. De wortel diende om de kleurstof Turks rood te maken, die na de middeleeuwen de belangrijkste rode kleurstof was en die vooral werd gebruikt om wol te verven. De teelt en bereiding van meekrap bereikte in de 16de en de 17de eeuw in de Noord-Brabant en Holland zijn hoogtepunt.
Albertbrug · Asiabrug · Berendrechtbrug · Boudewijnbrug · Droogdokbrug · Farnesebrug · Frederik Hendrikbrug · Kattendijkbrug · Kempischebrug · Kruisschansbrug · Lefèbvrebrug · Lillobrug · Londenbrug · Luikbrug · Meestoofbrug · Melselebrug · Mexicobrug · Nassaubrug · Noorderlaanbrug · Noordkasteelbrug · Noordlandbrug · Oosterweelbrug · Oudendijkbrug · Petroleumbrug · Royersbrug · Siberiabrug · Straatsburgbrug · Van Cauwelaertbrug · Willembrug · Wilmarsdonkbrug · Zandvlietbrug · Ophaalbrug Merksem Groot Dok · Ophaalbrug Merksem Klein Dok